# Wereldkampioenschappen kunstschaatsen junioren 1979
De Wereldkampioenschappen kunstschaatsen junioren zijn samen een jaarlijks terugkerend evenement dat door de Internationale Schaatsunie (ISU) wordt georganiseerd. De vierde editie vond van 27 maart tot en met 4 april 1979 plaats in Augsburg, West-Duitsland.
Titels en medailles waren er te verdienen in de categorieën: jongens individueel, meisjes individueel, paarrijden en ijsdansen.

## Deelname
Er namen deelnemers uit een record aantal van 23 landen deel aan de kampioenschappen, zij vulden een record aantal van 80 startplaatsen in. Uit Luxemburg, Nieuw-Zeeland, Oost-Duitsland, Polen en Spanje namen voor het eerst een of meerdere deelnemers deel. Roemenië en Zuid-Korea vaardigden deze editie geen deelnemers af. Uit België namen Eric Krol (jongenstoernooi), Lisbeth Berckmans (meisjestoernooi) en het ijsdanspaar Natascha Devisch / Jan Tack deel. Namens Nederland nam alleen Herma van der Horst in het meisjestoernooi deel, het was haar derde deelname.
Deelnemende landen
(Tussen haakjes het totaal aantal startplaatsen in de vier toernooien.)
| Sovjet-Unie (10) Verenigde Staten (8) West-Duitsland (7) Frankrijk (6) Canada (5) Tsjecho-Slowakije (5) | Australië (4) Verenigd Koninkrijk (4) Italië (4) Oostenrijk (4) Zwitserland (4) België (3) | Denemarken (2) Joegoslavië (2) Polen (2) Spanje (2) Zweden (2) Oost-Duitsland (1) | Hongarije (1) Japan (1) Luxemburg (1) Nederland (1) Nieuw-Zeeland (1) |

## Medailleverdeling
De twaalf medailles gingen deze editie naar de Sovjet-Unie (6), de Verenigde Staten (3), Canada (2) en West-Duitsland (1).
In het jongenstoernooi werd Vitali Egorov de eerste wereldkampioen uit de Sovjet-Unie. Zijn landgenoot Aleksandr Fadejev eindigde op de derde plaats. Het waren de tweede en derde medaille voor hun vaderland bij de jongens. Tussen hen in eindigde de Amerikaan Bobby Beauchamp die ook de derde medaille voor zijn vaderland bij de jongens behaalde.
In het meisjestoernooi ging de titel naar Elaine Zayak die hiermee als derde Amerikaanse de wereldtitel won. In 1976 ging de titel naar Suzie Brasher en vorig jaar naar Jill Sawyer. Haar landgenote Jacki Farrell eindigde op de derde plaats. Het waren de derde en vierde medaille voor hun vaderland bij de meisjes. Manuela Ruben op plaats twee behaalde de derde medaille voor West-Duitsland.
Bij de paren stonden voor het eerst twee Sovjet-duo's op het erepodium, en wel op de plaatsen een en twee. Respectievelijk Veronika Pershina / Marat Akbarov en Larisa Seleznova / Oleg Makarov namen deze plaatsen in. De derde medaille ging naar het paar Lorri Baier / Lloyd Eisler die daarmee de vierde opeenvolgende medaille voor Canada bij het paarrijden behaalden.
Bij het ijsdansen waren Tatjana Doerasova / Sergej Ponomarenko de eersten die een WK-titel bij de WK-junioren prolongeerden. De zilveren medaille ging naar hun landgenoten Elena Batanova / Andrei Antonov. Het waren de tweede en derde medaille voor hun vaderland bij het ijsdansen. De bronzen medaille ging naar het paar Kelly Johnson / Kris Barber die daarmee hun tweede medaille behaalden en de derde voor Canada in deze categorie van het kunstschaatsen; in 1978 werden ze tweede.
| Onderdeel | Goud                                   | Zilver                          | Brons                       |
| --------- | -------------------------------------- | ------------------------------- | --------------------------- |
| Jongens   | Vitali Egorov                          | Bobby Beauchamp                 | Aleksandr Fadejev           |
| Meisjes   | Elaine Zayak                           | Manuela Ruben                   | Jacki Farrell               |
| Paren     | Veronika Pershina / Marat Akbarov      | Larisa Seleznova / Oleg Makarov | Lorri Baier / Lloyd Eisler  |
| IJsdansen | Tatjana Doerasova / Sergej Ponomarenko | Elena Batanova / Andrei Antonov | Kelly Johnson / Kris Barber |

## Uitslagen
| #      | naam (deelname)      | land                                          |
| ------ | -------------------- | --------------------------------------------- |
| Goud   | Vitali Egorov        | Vlag van Sovjet-Unie                          |
| Zilver | Bobby Beauchamp      | Vlag van Verenigde Staten                     |
| Brons  | Aleksandr Fadejev    | Vlag van Sovjet-Unie                          |
| 04     | Falko Kirsten        | Vlag van Duitse Democratische Republiek       |
| 05     | Ivan Kralik (2)      | Vlag van Tsjecho-Slowakije                    |
| 06     | Grzegroz Filipowski  | Vlag van Polen                                |
| 07     | James Santez         | Vlag van Verenigde Staten                     |
| 08     | Fernand Fedronic     | Vlag van Frankrijk                            |
| 09     | Lars Akesson (3)     | Vlag van Zweden                               |
| 10     | Oliver Honer         | Vlag van Zwitserland                          |
| 11     | Raimund Volker       | Vlag van Bondsrepubliek Duitsland             |
| 12     | Pierre-Michel Seveno | Vlag van Frankrijk                            |
| 13     | Brad Maclean         | Vlag van Canada                               |
| 14     | Darin Mathewson      | Vlag van Canada                               |
| 15     | Thomas Hlawik        | Vlag van Oostenrijk                           |
| 16     | Josef Senk           | Vlag van Tsjecho-Slowakije                    |
| 17     | Thomas Wieser        | Vlag van Bondsrepubliek Duitsland             |
| 18     | Eric Krol (2)        | Vlag van België                               |
| 19     | Theirry Michels      | Vlag van Luxemburg                            |
| 20     | Mark Basto (2)       | Vlag van Australië                            |
| 21     | Fernando Soria       | Vlag van Spanje (21 jan. 1977 - 18 dec. 1981) |
| 22     | Fini Ravn            | Vlag van Denemarken                           |
| 23     | Cameron Medhurst     | Vlag van Australië                            |
| 24     | Damir Velnic         | Vlag van Joegoslavië (1943-1992)              |

| #      | naam (deelname)         | land                                          |
| ------ | ----------------------- | --------------------------------------------- |
| Goud   | Elaine Zayak            | Vlag van Verenigde Staten                     |
| Zilver | Manuela Ruben           | Vlag van Bondsrepubliek Duitsland             |
| Brons  | Jacki Farrell           | Vlag van Verenigde Staten                     |
| 04     | Daniela Massanneck      | Vlag van Bondsrepubliek Duitsland             |
| 05     | Petra Schruf (2)        | Vlag van Oostenrijk                           |
| 06     | Kay Thomson             | Vlag van Canada                               |
| 07     | Andrea Rohm (2)         | Vlag van Oostenrijk                           |
| 08     | Svetlana Frantsuzova    | Vlag van Sovjet-Unie                          |
| 09     | Tatiana Mikhailova      | Vlag van Sovjet-Unie                          |
| 10     | Simona Misovkova (2)    | Vlag van Tsjecho-Slowakije                    |
| 11     | Vicki Holland (4)       | Vlag van Australië                            |
| 12     | Yukiko Okabe            | Vlag van Japan                                |
| 13     | Alison Southwood (2)    | Vlag van Verenigd Koninkrijk                  |
| 14     | Beatrice Farinacci      | Vlag van Frankrijk                            |
| 15     | Karin Telser (2)        | Vlag van Italië                               |
| 16     | Lisbeth Berckmans       | Vlag van België                               |
| 17     | Hanne Gamborg           | Vlag van Denemarken                           |
| 18     | Herma van der Horst (3) | Vlag van Nederland                            |
| 19     | Sandra Cariboni         | Vlag van Zwitserland                          |
| 20     | Catharina Lindgren (2)  | Vlag van Zweden                               |
| 21     | Nevenka Lisak           | Vlag van Joegoslavië (1943-1992)              |
| 22     | Christina Haas          | Vlag van Spanje (21 jan. 1977 - 18 dec. 1981) |
| 23     | Kathy Lindsay           | Vlag van Nieuw-Zeeland                        |

| #      | naam (deelname)                           | land                         |
| ------ | ----------------------------------------- | ---------------------------- |
| Goud   | Veronika Pershina Marat Akbarov           | Vlag van Sovjet-Unie         |
| Zilver | Larisa Seleznova Oleg Makarov             | Vlag van Sovjet-Unie         |
| Brons  | Lorri Baier (2) Lloyd Eisler (2)          | Vlag van Canada              |
| 04     | Beth Flora (2) Ken Flora (2)              | Vlag van Verenigde Staten    |
| 05     | Danelle Porter Burt Lancon                | Vlag van Verenigde Staten    |
| 06     | Marina Gurieva (2) Vladimir Radchenko (2) | Vlag van Sovjet-Unie         |
| 07     | Kathia Dubec (2) Xavier Douillard (2)     | Vlag van Frankrijk           |
| 08     | Rosemary Sweeney Daniel Salera            | Vlag van Verenigde Staten    |
| 09     | Susan Garland (2) Robert Daw 2)           | Vlag van Verenigd Koninkrijk |
| 10     | Ingrid Zenata Rene Novotny                | Vlag van Tsjecho-Slowakije   |
| 11     | Svetlana Paliderova Peter Bendicac        | Vlag van Tsjecho-Slowakije   |
| 12     | Gaby Galambos (2) Jorg Galambos (2)       | Vlag van Zwitserland         |

| #      | naam (deelname)                              | land                              |
| ------ | -------------------------------------------- | --------------------------------- |
| Goud   | Tatjana Doerasova (2) Sergej Ponomarenko (2) | Vlag van Sovjet-Unie              |
| Zilver | Elena Batanova Andrei Antonov                | Vlag van Sovjet-Unie              |
| Brons  | Kelly Johnson (2) Kris Barber (2)            | Vlag van Canada                   |
| 04     | Judith Péterfy (2) Csaba Bálint (2)          | Vlag van Hongarije                |
| 05     | Elisa Spitz Stanley Makman                   | Vlag van Verenigde Staten         |
| 06     | Elke Kwiet (2) Dieter Kwiek (2)              | Vlag van Bondsrepubliek Duitsland |
| 07     | Oxana Gusakova Genrikh Sretenski             | Vlag van Sovjet-Unie              |
| 08     | Paola Casalotti (3) Sergio Ceserani (3)      | Vlag van Italië                   |
| 09     | Maria Kniffer Manfred Hubler                 | Vlag van Oostenrijk               |
| 10     | Catherine Coudert (2) Jean-Bernard Hamel (2) | Vlag van Frankrijk                |
| 11     | Iwona Bielas Jacek Jasiaczek                 | Vlag van Polen                    |
| 12     | Birgit Rothe Rolf Rothe                      | Vlag van Bondsrepubliek Duitsland |
| 13     | Petra Born Rainer Schonborn                  | Vlag van Bondsrepubliek Duitsland |
| 14     | Alison Wilson Victor Farrow                  | Vlag van Verenigd Koninkrijk      |
| 15     | Sophie Schmidt Eric Desplats                 | Vlag van Frankrijk                |
| 16     | Isabella Micheli Roberto Modoni              | Vlag van Italië                   |
| 17     | Monica Bernasconi Raffaele Modoni            | Vlag van Italië                   |
| 18     | Karan Giles Russell Gren                     | Vlag van Verenigd Koninkrijk      |
| 19     | Esther Guigli Roland Mader                   | Vlag van Zwitserland              |
| 20     | Brennice Coates Leslie Boroczky              | Vlag van Australië                |
| 21     | Natascha Devisch Jan Tack                    | Vlag van België                   |

Medaillewinnaars

Jongens · 
Meisjes · 
Paren · 
IJsdansen

 Toernooi

1976 · 
1977 · 
1978 · 
1979 · 
1980 · 
1981 · 
1982 · 
1983 · 
1984 · 
1985 · 
1986 · 
1987 · 
1988 · 
1989 · 
1990 · 
1991 · 
1992 · 
1993 · 
1994 · 
1995 · 
1996 · 
1997 · 
1998 · 
1999 · 
2000 · 
2001 · 
2002 · 
2003 · 
2004 · 
2005 · 
2006 · 
2007 · 
2008 · 
2009 · 
2010 ·
2011 ·
2012 ·
2013 ·
2014 ·
2015 ·
2016 ·
2017 ·
2018 ·
2019 · 
2020

 ISU-kampioenschappen

WK kunstschaatsen · 
EK kunstschaatsen · 
Viercontinentenkampioenschap · 
Olympische Spelen